# Neoempheria smarti
Neoempheria smarti är en tvåvingeart som beskrevs av Edwards 1940. Neoempheria smarti ingår i släktet Neoempheria och familjen svampmyggor.
Artens utbredningsområde är Guyana. Inga underarter finns listade i Catalogue of Life.